# Девід Шор
Девід Шор (англ. David Shore) — письменник канадського походження, проте він найбільше відомий своїми роботами на телебаченні. Колишній юрист Шор став відомий такими своїми роботами як «Сімейне право» (англ. Family Law) (телесеріал) і «Поліція Нью-Йорка» (англ. NYPD Blue) (телесеріал). Шор також став продюсером багатьох епізодів культового телесеріалу «Due South», а згодом став творцем власного телесеріалу «Доктор Хаус».

## Біографія

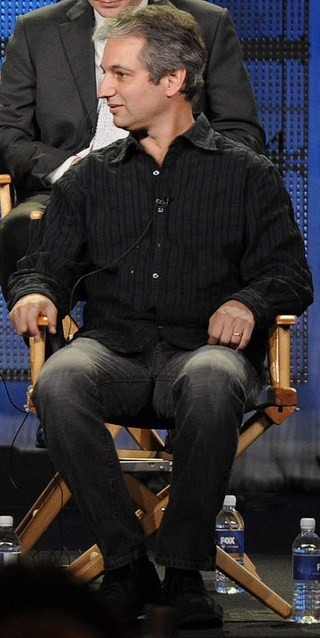

Девід Шор народився 3 липня 1959 року у м. Лондон, пр.  Онтаріо, Канада у єврейській сім'ї. Девід став єдиним представником родини у телевізійному бізнесі, двоє його молодших братів, близнюки Філіп (Ефраїм) і Роберт, стали рабинами. 
До того як Шор переїхав в Лос-Анджелес і розпочав роботу на телебаченні, він навчався в Університеті Торонто і працював муніципальним і корпоративним юристом в Канаді. Він пише сценарій для телесеріалу «Суворо на південь»(Due South), що розповідає про канадському кінного полісмена, що опинився у США. Далі Шор стає продюсером фільму «Поліція Нью-Йорка» (англ. NYPD Blue), за який отримує дві номінації на Еммі. 
Після цього продовжує роботу над іншими фільмами, які не мали великого комерційного успіху, в порівнянні з його минулими роботами. У 2003 році, продюсер Пол Атанасіо (англ. Paul Attanasio),який в минулому працював з NBC над фільмом «Homicide: Life on the Street», звернувся до Шора з пропозицією зробити серіал, оскільки знав, що телемережа шукає фільм який став би був схожим до серіалу «Закон та порядок», і став аналогічним вдалому проекту CBS «CSI: Місце злочину». Думка Атанасіо полягала в тому, щоб реалізувати фільм подібний поліцейському детективові на основі роботи лікарів. У більшості детективних сюжетів загадка стоїть вище персонажів, але Шор вирішив, що якщо буде створювати «медичний» детектив, то зробить загадку вторинної по відношенню до героя. Саме тому він замислив головного героя схожого з легендарним детективом  Шерлоком Холмсом, однак багато хто знають Шора особисто, кажуть що персонаж схожий на автора. Цим персонажем став доктор Грегорі Хаус, герой серіалу «Доктор Хаус». NBC не зацікавилася сюжетом, але FOX його прийняла, і до кінця першого сезону серіал став найбільшою знахідкою сезону 2004-05. Шор написав сам і в співавторстві п'ять епізодів першого сезону, включаючи пілотний, і передостанній епізод сезону «Три історії», в якому складним чином переплетені історії трьох пацієнтів, а також розкривається причина кульгавості доктора Хауса і залежності від вікодину. За написання цих серій, Шор отримав «Еммі» за «Сценарій драматичного серіалу». 
Режисерський дебют Шора відбувся в рамках серіалу Хаус, де він зняв фінальний епізод другого сезону «Без причини». 
Живе в Енчіно-Гіллз, Каліфорнія, з дружиною Джуді і трьома дітьми.

## Фільмографія
Сценарист
- 1995 The Hardy Boys
- 1996 Traders (5 епізодів)
- 1994-1996 Due South (6 епізодів)
- 1997-1999 Law & Order (7 епізодів)
- 1999 Beggars and Choosers (3 епізоди)
- 1999-2002 Family Law (18 епізодів)
- 2004-2012 Доктор Хаус (також виконавчий продюсер)